# 아이오와 법학대학원

보이드 로스쿨 빌딩

아이오와 법학대학원(The University of Iowa College of Law)은 아이오와 대학교의 법학전문대학원이다. 미국에서 2번째 큰 법률 도서관을 가지고 있으며 국제법 및 비교법 관련 자료들이 많이 있다.
1865년에 개교하였으며, 미국 미시시피 강의 서부쪽에서 가장 오래된 법학대학원이다. 2016년 U. S. News and World Report Top Law School rankings에서 20위를 하였다. 주립로스쿨, 또는 공립대 법학대학원 부문으로는 Top 10 랭킹을 계속해서 유지하고 있다.

도서관

1년에 약 200명의 학생을 받으며 1학년 학생들은 약 20명씩 10개 정도의 섹션으로 나뉜다. 약 50명의 교수진을 보유하고 있다.
학비는 공립학교라서 매우 저렴하다. 특히, 2학년부터 법대 교수의 리서치 어시스턴트로 일하게 되면, 외국인 학생 및 주외(州外)의 학생(다른 주에서 온 학생)이라도 아이오와주 학생에게 주어지는 학비혜택을 받을 수 있다. (또한, 리서치 어시스턴트로로 일하게 되면 의료보험 혜택도 받을 수 있게 된다. 참고로 아이오와 대학 병원은 미국내에서 으뜸가는 병원시설을 갖추고 있다.) 2008-2009년 아이오와주 학생혜택 학비는 $17,816 이었고 주외(州外)의 학생 학비는 $34,684 정도였다.

도서관 스터디 공간

또한 2학년부터는 각 학생마다 법대 도서관 안에 개인 책상(carrel)이 주어져서 마음놓고 공부에 전념할 수 있게 하였다.
Distinguished alumni로는 다음과 같다.
John J. Bouma ('60), 아리조나 주의 피닉스에 위치한 Snell & Wilmer, LLP 로펌의 대표변호사

Norman B. Coleman ('76), 미네소타 미상위원

Rita B. Garman ('61), 일리노이주 대법원 판사

Donald P. Lay ('51), U.S. Court of Appeals 판사 (for the Eighth Circuit)

Carol Havemann Lynch ('72), 엑손모빌의 General Upstream Tax Counsel

Coleen M. Rowley ('80), (은퇴) FBI Special Agent 및 Time Magazine 2002 Woman of the Year

## 학위
JD, LLM (국제법 및 비교법) 그리고 Joint Degree 프로그램이 있다. 가장 인기 있는 Joint Degree 프로그램으로는 JD/MA (Management), JD/MPH (Public Health), JD/MHA (Health Management & Policy), JD/MA or MS (Urban & Regional Planning), JD/MA (Journalism), and JD/PhD (Communication Studies)가 있다.

## 법률저널
4개의 academic 저널이 있다. Iowa Law Review는 1915년에 Iowa Law Bulletin이라는 이름으로 시작되었고, 미국 내에서 상당한 권위가 있는 저널이다.
- Iowa Law Review
- Journal of Corporation Law
- Transnational Law & Contemporary Problems
- Journal of Gender, Race & Justice[깨진 링크(과거 내용 찾기)]